# 四氟一氧化氙
四氟一氧化氙（化学式：XeOF4）是稀有气体氙生成的卤氧化物之一，属于其中比较稳定的一个，可以长期储存于镍制的容器中。四氟一氧化氙是六氟化氙水解不完全的产物，它可以进一步水解为二氟二氧化氙，最终生成三氧化氙。
四氟一氧化氙分子为四方锥构型，Xe-F键长1.902 ± 0.002 Å，Xe-O键长1.708 ± 0.007 Å。它有部分电离，加入氟化铯或氟化铷会使电导率剧烈增大。

## 制备
四氟一氧化氙可由六氟化氙部分水解而成：
XeF6 + H2O → XeOF4 + 2HF
把六氟化氙封装在石英容器中，让六氟化氙与二氧化硅缓慢反应，也能生成四氟一氧化氙。
2XeF6 + SiO2 → 2XeOF4 + SiF4
六氟化氙和硝酸钠的反应也可以制备四氟一氧化氙：
NaNO3 + XeF6 → NaF + XeOF4 + NO2F
通过XeF6和POF3在−196 °C（−320.8 °F；77.1 K）下的反应，可以高产率的获得四氟一氧化氙。
将氙、氟和氧的混合物加热到235°C可以得到四氟化氙和四氟一氧化氙。这个混合物在0°C下真空蒸馏可以得到纯净的四氟一氧化氙液体。

## 反应
XeOF4可以继续水解：
XeOF4 + H2O → XeO2F2 + 2 HF
XeO2F2 + H2O → XeO3 + 2 HF
液态的XeOF4有两性，可以和强路易斯碱（如氟化铯）和强路易斯酸（如五氟化锑）形成配合物。它和五氟化锑反应的产物有XeOF3SbF6和XeOF3Sb2F11，都是含有XeOF3+离子的白色固体。它和亚硝酰氟反应，生成NOXeOF5，其中含有五角锥形的XeOF5-离子。它可以和二氟化氙形成1:1的加合物，这种加合物和XeF2·IF5同构。
XeOF4和XeO3的反应可用来制备XeO2F2。
四氟一氧化氙可被过量的氢在300°C时还原为氙。这是一个定量反应，可以用这个方法分析XeOF4：
XeOF4 + 3H2 → Xe + H2O + 4HF

## 扩展阅读
- 冯光熙，黄祥玉。《无机化学丛书》第一卷，氢、稀有气体、碱金属。北京：科学出版社，1984年。